# Tribunaal van de Rota Romana

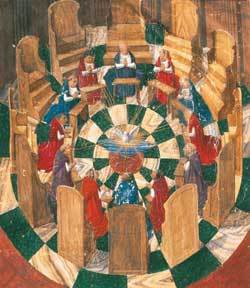
De Rota. Genoemd naar de oorspronkelijk ronde zittingszaal.

Het Tribunaal van de Rota Romana (Latijn: Tribunal Rotae Romanae, of kortweg Rota Romana) is een kerkelijke rechtbank  van de Katholieke Kerk die deel uitmaakt van de Romeinse Curie. De Rota is een van de drie rechtbanken van het Vaticaan, naast de Apostolische Penitentiarie en de Hoogste Rechtbank van de Apostolische Signatuur.
De Sacra Romana Rota werd ingesteld in 1311. In 1331 legde paus Johannes XXII de werkwijze van het tribunaal vast. De Rota spreekt recht volgens het canoniek recht en oefent in naam van de paus de hoogste kerkelijke jurisdictie uit, met name op het gebied van het huwelijksrecht (Codex Juris Canonici 1983, canon 1443). De leden van deze rechtbank heten auditoren.
De naamgeving van de Rota (Latijn voor wiel) wordt zowel afgeleid van de oorspronkelijk ronde zittingszaal als van het bij toerbeurt fungeren van de auditoren. De archieven van de Sacra Rota Romana waren lange tijd slecht geordend en niet toegankelijk voor wetenschappelijk onderzoek. Pas op het einde van de 20e eeuw is er een moderne inventaris gemaakt van het omvangrijke archief in het Archivio Segreto Vaticano.
In 1989 is de naam van deze dicasterie gewijzigd in Tribunaal van de Rota Romana.
Sinds 8 mei 2021 staat de Rota onder leiding van Alejandro Arellano Cedillo.